# ریجوود (نیوجرسی)
ریجوود (به انگلیسی: Ridgewood) شهری در ایالت نیوجرسی کشور ایالات متحده آمریکا است که جمعیت آن در سرشماری سال ۲۰۱۰ میلادی، ۲۴٬۹۵۸ نفر بوده‌است.